# Mitantsoa Randriamiarisoa
Mitantsoa Samba Anisoa Randriamiarisoa (ur. 1997) – madagaskarski zapaśnik walczący w stylu wolnym. Srebrny medalista igrzysk Wysp Oceanu Indyjskiego w 2023 roku. 